# المركز الدولي للهندسة الوراثية والتقانات الحيوية

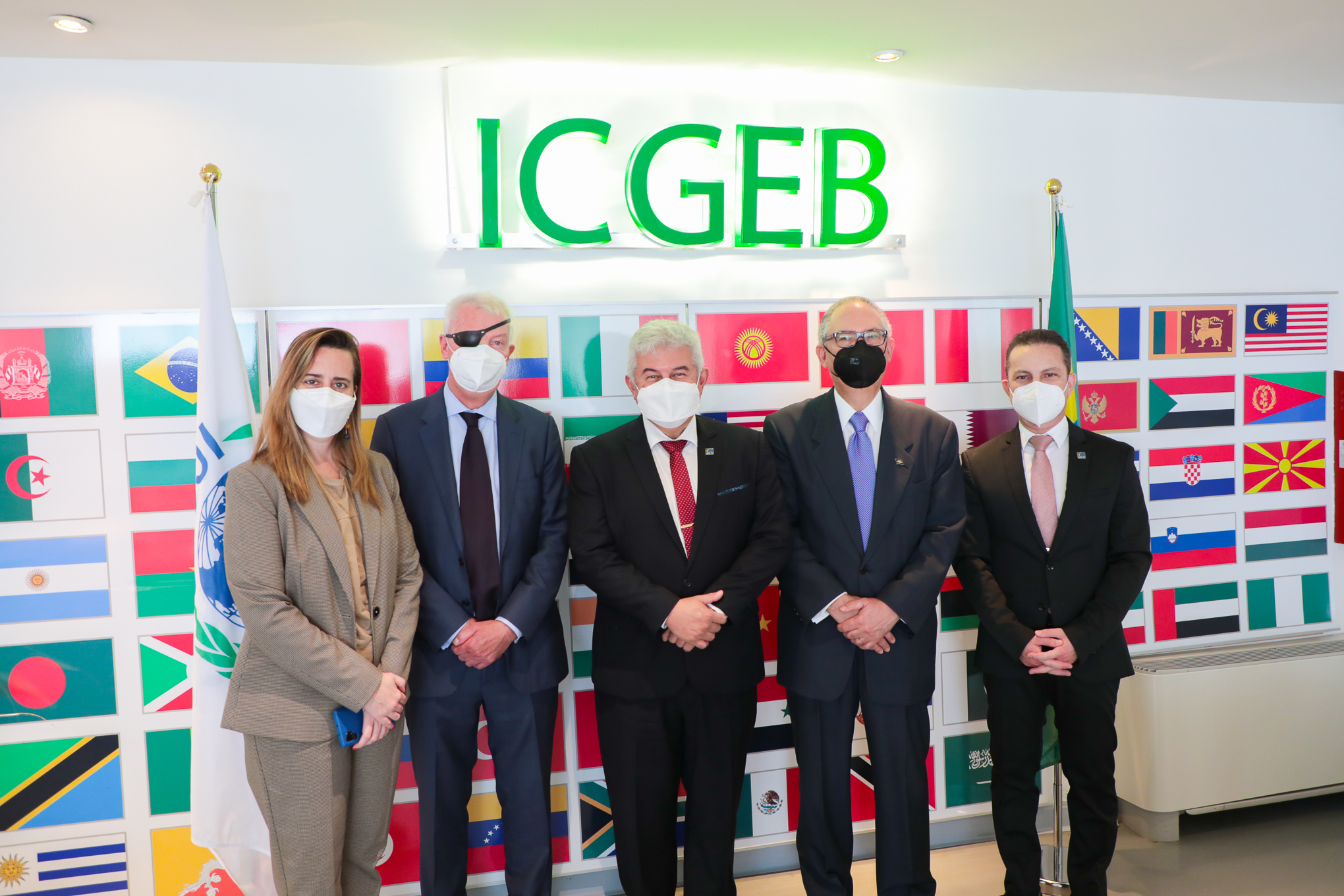
المركز الدولي الحديث.

المركز الدولي للهندسة الوراثية والتقانات الحيوية  تمت ترقيته من قبل منظمة الأمم المتحدة للتنمية الصناعية  ليكون مركز امتياز للبحث والتدريب في مجال الهندسة الوراثية والتكنولوجيا الحيوية لصالح البلدان النامية. المركز حاليا تحت إشراف ماورو جياكا. وللمركز ثلاثة مواقع: ترييستي في ايطاليا ونيودلهي في الهند وكيب تاون في جنوب أفريقيا وتضم شبكة من 40 مركزا منتسبا (المختبرات الوطنية في البلدان النامية).
أنشئ وطُور المركز  ليكون برنامجا تابعا  لمنظمة الأمم المتحدة للتنمية الصناعية تحت إشراف ارتورو فالتشي في 3 فبراير / شباط عام 1994 م. وقد اكتسب المركز صفة مستقلة بكونه منظمة دولية، على الرغم من أنه لا يزال داخل منظومة الأمم المتحدة.
أكثر من 6 بلدان هي الدول الكاملة العضوية في المركز. ركائزه الأساسية في العمل تشمل:
- برامج البحوث التي أجريت في المختبرات التابعة للمركز؛
- برنامج الدكتوراه البحثي الدولي الممتد من 3-4 سنوات في الوراثة الجزيئية والتكنولوجيا الحيوية،
- قصيرة الأجل ما بعد الدكتوراه المنح الدراسية (بحد أقصى ثلاثة أشهر)؛
- طويلة الأجل ما بعد الدكتوراه المنح الدراسية (1-2 سنة) تدريب الباحثين من خلال المشاركة في البحث المذكور أعلاه ؛
- سلسلة من الدروس النظرية والعملية والمؤتمرات في الهندسة الوراثية والتكنولوجيا الحيوية في تريستا، نيودلهي, كيب تاون وما يتبعه من المراكز ؛
- التعاونية برامج البحوث التي أجريت في الدول الأعضاء مع المركز الدعم المالي (منح) ؛
- الخدمات العلمية للبلدان الأعضاء، بما في ذلك توريد متطورة الكواشف للبحوث العلمية وأونينتونو شبكة لتحليل الجينوم البشري وغيرها من الكائنات الهامة.

## وصلات خارجية
- الموقع الرسمي